# Distribuierte Morphologie
Die Distribuierte Morphologie (englisch Distributed Morphology, abgekürzt DM, auch: verteilte Morphologie) ist ein theoretisches Konzept der allgemeinen Sprachwissenschaft, bei der die Morphologie auf die Syntax und die Phonologie verteilt wird. Mit ihr sollen verschiedene Flexions- aber auch derivationelle Phänomene in den Sprachen der Welt erklärt werden.

## Einleitung
Die Distribuierte Morphologie umfasst ein konzeptuelles Framework verschiedener Modelle über die Prozesse, die an der Schnittstelle zwischen Syntax und Phonologie auftreten. Diese Modelle versuchen zu erklären, wie abstrakte morphosyntaktische und morphosemantische Merkmale durch ihre konkrete lautliche Realisierung ersetzt werden. Das Modell in seiner ursprünglichen Form geht auf zwei Aufsätze der amerikanischen Linguisten Alec Marantz und Morris Halle aus den Jahren 1993 und 1994 zurück.
Die Distribuierte Morphologie ist der Taxonomie von Greg Stump (2001) nach eine post-syntaktische realisational-lexikalische Theorie der Morphologie.
Post-syntaktisch bedeutet dabei, dass die Auswahl der bei der Einsetzung interpretierten morpho-syntaktischen Merkmale auf den Hierarchien der syntaktischen Derivation aufbaut. Dies bedeutet, dass der syntaktische Teil der Morphologie auf die gesamte übergeordnete Struktur des derzeit bearbeiteten Terminalknotens zugreifen kann.
Realisational bedeutet, dass die morpho-syntaktischen Merkmale eigenständige Entitäten der Struktur sind. In der Morphologie werden diese Merkmale realisiert, indem sie durch phonologische Merkmale ersetzt werden. Dazu im Gegensatz stehen die inkrementellen Theorien, bei denen die Morphologie die Merkmale erst in die Struktur einbringt.
Lexikalisch bedeutet, dass die Informationen, welche morphosyntaktischen Merkmale durch welche phonologischen ersetzt werden, morphemweise als eigenständige Entitäten im mentalen Lexikon gespeichert sind. Somit wäre beispielsweise die Assoziation [ Plural ↔ /-s/ ] ein Eintrag im mentalen Lexikon eines Englisch-Sprechers. Diese im Lexikon gespeicherten Einträge, welche morphosyntaktische mit Ketten phonologischer Merkmale assoziieren, werden in der DM als vocabulary items (etwa: Vokabulareinträge, im weiteren VI) bezeichnet. Bei inferentiellen Theorien dagegen wird die Wurzel eines Wortes durch spezielle Regeln mit einer separat im Lexikon gespeicherten Wortform, die sensitiv für bestimmte Merkmale ist, assoziiert.
Der Ablauf einer syntaktischen Derivation nach dem Modell der DM geht wie folgt vonstatten: Zunächst wird eine syntaktische Struktur auf abstrakten morphosyntaktischen Kategorien und Merkmalen generiert. Nach Abschluss der syntaktischen Derivation werden die Terminalsymbole der entstandenen Struktur durch Ketten phonologischer Symbole (das sind Laute oder die Repräsentation von Lauten) ersetzt. Dieses Verknüpfen von syntaktischen Kategorien und ihren phonologischen Entsprechungen wird gemeinhin als Morphologie bezeichnet. In der DM wird die Morphologie selbst nicht als eigenständige Komponente der Sprache betrachtet, sondern als Prozess, der sich auf die Ebenen der Syntax und der Phonologie verteilt, daher der Name distribuierte (=verteilte) Morphologie. Ziel der DM ist es, die Prinzipien, nach denen diese Ersetzung vor sich geht, zu erklären.
Die Distribuierte Morphologie ist dabei weniger als eigenständige Theorie zu verstehen, sondern vielmehr als Klasse von Ansätzen, die eine Reihe von Konzepten teilen. Die drei Grundbausteine, auf die jedes DM-Derivat zurückgreift, sind Späte Einsetzung (engl. late insertion), Unterspezifikation (engl. underspecification) und Syntaktische Struktur bis ganz nach unten (engl. syntactic structure all the way down). Diese werden im folgenden Abschnitt näher erläutert.

## Grundkonzepte
Die folgenden drei Konzepte werden als zu Grunde liegend für die Distribuierte Morphologie angesehen.

### Späte Einsetzung
Das Prinzip der späten Einsetzung (engl. late insertion) besagt, dass das Ersetzen morphosyntaktischer Eigenschaften und Merkmale durch ihre phonologischen Entsprechungen erst spät in der Derivation erfolgt. In der Theorie findet die Einsetzung nach Abschluss des syntaktischen Strukturaufbaus statt. Im T-Modell der generativen Grammatiktheorie wird der Zeitpunkt der Einsetzung auf den Beginn des PF-Pfades angesiedelt, somit wird im DM-Modell die Morphologie als Schnittstellenphänomen zwischen Syntax und Phonologie angesehen.

### Unterspezifikation
Das Prinzip der Unterspezifikation ergibt sich aus einer Reihe von Annahmen, welche selbst nicht spezifisch für die DM sind und teilweise so alt sind wie die moderne theoretische Sprachwissenschaft selbst. Erst in ihrer Zusammenführung bilden sie einen wesentlichen Grundbestandteil einer jeden DM-ähnlichen Theorie. Zu diesen Annahmen gehören das Teilmengenprinzip, das Prinzip der Merkmalsdekomposition sowie das Konzept der Spezifität.

#### Das Teilmengenprinzip
Die Einsetzung, also das Ersetzen der morphosyntaktischen und morphosemantischen Merkmale durch ihre phonologischen Entsprechungen, erfolgt nach der Derivation der syntaktischen Struktur unter Berücksichtigung des so genannten Teilmengenprinzips. Dieses Prinzip besagt, dass ein VI in einen Terminalknoten eingesetzt wird, sobald die Menge der Merkmale auf diesem Knoten eine Obermenge der Merkmale sind, die in dem VI angegeben sind. Man sagt, dass die Merkmale auf den VI unterspezifiziert sind.
Trägt ein Terminalknoten beispielsweise die Merkmale [1. Person, Singular, Aktiv, Präsens, Indikativ], so kann ein Marker /e/, welcher für die Merkmale [1. Person, Singular, Aktiv, Indikativ] spezifiziert ist, in diesen Terminalknoten eingesetzt werden, da seine Merkmalsmenge eine Teilmenge der Merkmalsmenge auf dem Terminalknoten ist.
Ein Effekt des Teilmengenprinzips ist, dass mit ihm Synkretismen systematisch abgeleitet werden können. Synkretismen sind Vorkommen desselben Markers in unterschiedlichen morphosyntaktischen Kontexten. So kann der obige Marker /e/ sowohl in Indikativ, als auch in Konjunktiv-Kontexten auftauchen, da er in beiden Kontexten das Teilmengenprinzip erfüllt.

#### Merkmalsdekomposition
Merkmale werden in der Theorie meist aus kleineren Einheiten zusammengesetzt. Im Deutschen, wie in allen germanischen Sprachen, gibt es einen Synkretismus zwischen den Verbformen der ersten und der dritten Person Plural (zum Beispiel wir/sie geh-en). Da mit privativen Merkmalen diese Synkretismen nicht abzuleiten wären, nimmt man an, dass diese Merkmale etwas gemeinsam haben. Die genannten Personenmerkmale haben beispielsweise gemeinsam, dass sie nicht den oder die Adressaten eines Sprachaktes (2. Person) einschließen. Diese Personenmerkmale können sich also wie folgt zusammensetzen:
- erste Person: [+1, -2]
- zweite Person: [-1, +2]
- dritte Person: [-1, -2]

Dieses Aufspalten der Merkmale in kleinere Einheiten heißt Merkmalsdekomposition. Der Marker /-en/, der im Deutschen an Verben in der ersten und dritten Person Plural angehängt wird, kann nach diesem Merkmalssystem für die Merkmale [-2, Plural] spezifiziert werden. Nach dem Teilmengenprinzip kann er sowohl in erste Plural- als auch in dritte-Plural-Kontexte eingesetzt werden. Diese Art der Merkmalskomposition lässt sich auf nahezu alle konventionellen Merkmale anwenden, wenngleich sich die Art der zugrundeliegenden Merkmale von Ansatz zu Ansatz unterscheidet.

#### Spezifität
Durch Merkmalsdekomposition und Teilmengenprinzip kann es vorkommen, dass mehrere VI in einunddenselben Kontext eingesetzt werden können. Ist beispielsweise ein VI für [+1, -pl] spezifiziert, ein anderer für [+1], so könnten beide in einen Knoten mit den Merkmalen [+1, -pl, Indikativ] eingesetzt werden. Um solche Fälle zu steuern nimmt man das Prinzip der Spezifität an, welches vorhersagt, welcher der beiden Marker nun eingesetzt wird. Wie dieses aussieht hängt vom gewählten Ansatz ab. In der ursprünglichen Version der DM wurde der Marker eingesetzt, welcher für die meisten Merkmale spezifiziert ist. In vorgenannten Beispiel würde der erste Marker eingesetzt werden, da er für zwei Merkmale spezifiziert ist, während der zweite es nur für ein Merkmal ist. Das System stößt an seine Grenzen, wenn ein drittes VI hinzukommt, der beispielsweise für [+1, Indikativ] spezifiziert ist. In solchen Fällen sind weitere Annahmen bezüglich der Spezifität nötig. Die meisten Ansätze bringen an dieser Stelle Merkmalshierarchien ins Spiel. Demnach wird der Marker eingesetzt, dessen Merkmale höher in der Hierarchie stehen als die des anderen Markers. Wie diese Hierarchien aussehen, hängt ebenfalls stark vom gewählten Ansatz ab, meist basieren diese Hierarchien aber auf typologisch empirischen Daten.

### Syntaktische Struktur bis ganz nach unten
Ein weiteres Prinzip hinter DM wird als Syntactic Hierarchical Structure All the Way Down (engl., sinngemäß: Syntaktische hierarchische Struktur bis ganz nach unten) bezeichnet. Es besagt im Wesentlichen, dass die morphologische und die syntaktische Komponenten einer Sprache auf denselben hierarchischen Strukturen aufbauen. Die Elemente, mit denen sowohl Morphologie als auch Syntax arbeiten, sind als diskrete Konstituenten zu verstehen, nicht als Ergebnisse von morphologischen Prozessen.

## Weitere Konzepte und Hintergrundannahmen

### Die Struktur des Lexikons
Das bis dahin gekannte Konzept eines mentalen Lexikons wird von den Autoren der distribuierten Morphologie zurückgewiesen. Phänomene, die bisher als lexikalisch erklärt wurden, wie beispielsweise das Bilden von Komposita oder Derivaten, werden in der DM auf andere Komponenten verteilt. Im mentalen Lexikon selbst sind nur noch die reinen Assoziationen von morphosyntaktisch interpretierbaren Einheiten und ihren Bedeutungen gespeichert. Um Überschneidungen mit anderen Konzepten des mentalen Lexikons zu vermeiden, spricht man in der DM daher von einer „Enzyklopädie“, in der diese Assoziationen gespeichert sind. Die darin gespeicherten Informationen sind dreigliedrig: Zum einen wird darin eine semantisch-konzeptionelle Bedeutung mit einem so genannten Vokabulareintrag (engl. vocabulary item, VI) assoziiert. Die VI sind wiederum Paare, welche morphosyntaktische und/oder morphosemantische Merkmale mit ihren jeweiligen phonologischen Entsprechung assoziieren. In der Literatur haben diese VIs meist die Form von kontextsensitiven Einsetzungsregeln:
Lautentsprechung ↔ Merkmalskette
Als Beispiel ist hier das VI für das Suffix angegeben, welches im Deutschen Verben in der ersten Person Singular Aktiv Präsens markiert (ich geh-e):
/-ə/ ↔ [1. Person, Singular, Aktiv, Präsens]
Die Schreibweise besagt, dass die Merkmalskombination [1. Person, Singular, Aktiv, Präsens] durch den Laut /ə/ ausgedrückt wird und dass dieser Laut ein Suffix ist (gekennzeichnet durch das Symbol „-“ vor dem Laut). Der Enzyklopädieeintrag für dieses Morphem beinhaltet demnach die Information, dass das Morphem, welches als /-ə/ realisiert wird und die Merkmale 1. Person, Singular, Aktiv, Präsens ausdrückt, mit der Bedeutung assoziiert ist, dass der Sprecher allein (1. Singular) zur Gesprächszeit (Präsens) der Ausführende (Aktiv) einer Handlung (Verb-Endung) ist.
Im Weiteren unterscheidet man zwei Arten von lexikalen Einträgen, zum einen die l-Morpheme und zum anderen die f-Morpheme. Während die funktionalen f-Morpheme fest sind, dienen die l-Morpheme als Platzhalter für beliebigen lexikalen Inhalt. So sind Stämme von Nomen, Verben oder Adjektiven (jeweils auf eine bestimmte Sprache bezogen) l-Morpheme. Diese können nach belieben ausgetauscht werden, ohne dass sich die grundlegende Grammatikalität eines Ausdrucks ändert. f-Morpheme dagegen sind fest mit der grammatischen Konstruktion verbunden, das heißt f-Morpheme können nicht ohne weiteres ausgetauscht werden, wenn man die zugrundeliegenden Merkmale nicht ändert. Zur Illustration soll folgendes Beispiel dienen:
Maria sieh-t den Mann.
In diesem Satz sind drei l-Morpheme enthalten, nämlich Maria als Stamm des Subjekts, sieh-, als Stamm des Verbes sehen, sowie Mann als Stamm des Objekts. Diese drei können (in bestimmten Maßen) durch beliebige andere ersetzt werden, ohne dass sich die Grammatikalität des Satzes ändert:
Peter schätz-t den Kater.
Hans lies-t den Roman.
Die anderen Morpheme des Satzes oben, -t und den sind dagegen fest mit der syntaktischen Struktur verbunden, ändert man diese wird der Satz ungrammatisch:
*Maria sieh-en das Mann
Dies soll verdeutlichen, dass, im Gegensatz zu den l-Morphemen, die f-Morpheme an den konkreten morphosyntaktischen Kontext gebunden sind. Zu den f-Morphemen zählen neben den Flexionsaffixen auch alle Arten von Pronomen, Determinierern (das sind zum Beispiel bestimmte und unbestimmte Artikel), Adpositionen und sonstige funktionale Kategorien.
Die kontextuelle, nahezu uneingeschränkte Einsetzbarkeit der l-Morpheme ermöglicht das Verwenden ein und derselben Wurzel in verschiedenen Kategorien, das heißt ein l-Morphem wie „les“ kann je nach Kontext zu einem Nomen (die Lesung), ein Verb (wir lesen), ein Partizip (der lesende Mann) oder ähnliches sein. Als was eine Wurzel verwendet wird, ist durch den morphosyntaktischen Kontext bestimmt, geht jedoch nicht von der Wurzel selbst aus. Ist der nächste Nachbar eines Terminalknotens, in der die Wurzel eingesetzt werden soll, beispielsweise ein Tempusknoten, wird die Wurzel als Verbstamm interpretiert, ist der nächste Nachbar ein Determinativknoten, wird der Stamm als Nomen, ist er ein Nominalknoten als Adjektiv interpretiert usw.

### Elsewhere
In vielen Varianten der DM wird die Existenz eines so genannten Elsewhere-Markers angenommen. Dies ist ein VI, welches auf alle gegenwärtig betrachteten Kontexte passt und überall dort eingesetzt wird, wo kein anderes, höher spezifiziertes VI passt. Die Möglichkeit der Existenz eines Elsewheremarkers ergibt sich aus den anderen Annahmen, weswegen das Teilmengenprinzip häufig auch als Elsewhere-Prinzip bezeichnet wird.

### Readjustment Rules
Der Begriff „readjustment rules“ bezieht sich auf Regeln, die nach der eigentlichen Einsetzung nochmals auf den eingesetzten VIs operieren um sie phonologischen Veränderungen zu unterwerfen. Diese Regeln werden bei morphologisch bedingter Allophonie angewendet. Dies ist das Phänomen, dass eine bestimmte phonologische Regel nur in Gegenwart eines bestimmten morphologischen Markers appliziert, also in einem nicht rein phonologischen Kontext.
Zur Illustration soll ein Beispiel aus der deutschen Verbflexion dienen. Das Affix für ein Verb in der 2. Person Plural lautet /-t/ (ihr geh-t), das für die 2. Person Singular ist /-st/ (du geh-st). Bei bestimmten Verben wird jedoch ein Schwa ([ə], geschrieben als <e>) zwischen Stamm und Endung eingeschoben, wie in arbeiten: du arbeit-e-st, ihr arbeit-e-t. Die Phonemfolge [tst] ist aber an sich nicht ungrammatisch im Deutschen, vgl. das Wort Arzt, gesprochen [aɐtst]. Die Einsetzung des Schwa wird nach DM-Sicht durch eine readjustment rule gewährleistet, die nur im Kontext von flektierten Verben appliziert. Alternativ könnte man auch sagen, dass -et bzw. -est die Flexionsendungen der zweiten Person im Deutschen sind und eine andere readjustment rule das -e in bestimmten Kontexten löscht.

### Merger, Spaltung, Verschmelzung, Verarmung
In der DM-Literatur werden eine Reihe weiterer Regeln angenommen, welche die syntaktische Struktur manipulieren, bevor die VIs eingesetzt werden.

#### Merger
Die Merger-Operation verschiebt einen Terminalknoten an eine andere Position in der Hierarchie. Diese Funktion wird angenommen um Linearisierungsphänomene zu erklären. Solche treten auf, wenn die Architektur der Theorie die Lizenzierung eines Merkmals an einer anderen Stelle vorsieht als an der, an welcher das Merkmal realisiert wird. In einigen Modellen der Syntax nimmt man an, dass bestimmte Terminalknoten nur dann den Wert eines Merkmals erhalten können, wenn sie an einer bestimmten Position innerhalb der syntaktischen Struktur stehen. Tritt nun der Fall auf, dass diese angenommene Position eine andere ist als man beim Hören des fertigen Satzes wahrnimmt, greift man auf Merger-Operationen zurück und verschiebt den jeweiligen Terminalknoten an die empirisch beobachtete Position.

#### Spaltung
Unter Spaltung (engl. fission) wird das Aufspalten eines Terminalknotens frei nach dem Prinzip der Unterspezifikation verstanden. Trägt ein Terminalknoten die Merkmale [a,b] so können in Ermangelung eines für beide Merkmale spezifizierten VIs zwei VIs eingesetzt werden: eines, welches für [a] spezifiziert ist, und ein anderes, welches für [b] spezifiziert ist.
Während beispielsweise Halle und Marantz Spaltung noch als eigenständige, durch eine Regel gesteuerte Operation betrachteten, leiteten andere Autoren ein Konzept der Spaltung aus dem Teilmengenprinzip ab. Demnach können Merkmale, die das am höchsten spezifizierte und passende VI nicht selbst realisiert, dazu verwendet werden, weniger spezifische VIs einzusetzen.

#### Verschmelzung
Unter Verschmelzung (engl. fusion) versteht man in der DM eine Operation, bei der zwei Terminalknoten zu einem einzigen verschmolzen werden. Auf diese Weise werden zum Beispiel Portmanteaus erklärt, das sind einzelne Morpheme, welche die Merkmale mehrerer an sich unabhängiger Terminalknoten gleichzeitig realisieren.

#### Verarmung
Als Verarmung (engl. impoverishment) wird das Löschen einzelner Merkmale aus der Struktur verstanden. Meist sind diese Regeln kontextsensitiv. Auf diese Weise kann in einen Kontext, für den es ein hochspezifiziertes VI gibt, ein weniger spezifisches VI eingesetzt werden, da durch die Verarmung der Kontext für das höherspezifizierte VI zerstört wird. Da weniger spezifische VIs auf mehr Kontexte passen, spricht man nach Anwendung von Verarmungsregeln vom so genannten Retreat to the General Case (engl. etwa Rückkehr zum generellen Fall).
Jochen Trommer betrachtet Verarmung als Einsetzung hochspezifischer Nullmarker. Damit betrachtet er Verarmung als Folge des Prinzips der Spaltung.

## Die Distribuierte Morphologie und andere Modelle der Grammatik
Gleichwohl sich die DM generativer Terminologie, wie dem Schema des T-Modells, und einiger anderer Annahmen dieser bedient, sind die beiden Modelle nur bedingt miteinander vereinbar. Einer der wesentlichsten Unterschiede besteht darin, dass alle Merkmale während der syntaktischen Derivation verfügbar sind, also auch solche, die nur von der Morphologie selbst interpretiert werden, wie beispielsweise Merkmale von Flexionsklassen. In den Theorien nach Noam Chomsky ist die Syntax jedoch frei von jeglichen Merkmalen, die von der Syntax nicht selbst interpretiert werden können, zu denen zählen auch Flexionsklassenmerkmale. Ein weiterer Unterschied betrifft den Zeitpunkt der morphologischen Interpretation. Während Chomsky eine prä-syntaktische Morphologie präferiert, findet die morphologische Interpretation in der DM post-syntaktisch statt.

## Grenzen
Heidi Harley und Rolf Noyer, konstruieren in ihrem einleitenden Aufsatz über DM von 1999 eine Sprache „Marsianisch“, welche die DM nicht erklären kann. In dieser fiktiven Sprache wird das Merkmal [Plural] dadurch ausgedrückt, dass die letzte Silbe des Wortes – unabhängig ob diese Silbe zu einem Flexionsaffix, zum Stamm oder zu einer Kombination mehrerer dieser gehört – getilgt wird. In der DM können solche „Readjustment Rules“ nur einzelne Vokabulareinträge affizieren, nicht aber mehr als eines zu einem Zeitpunkt. Die Folge daraus ist, dass eine Sprache, die morphologische Merkmale auf diese Art ausdrückt, nicht existieren könne.
Das in der Sprache vorkommende Muster, das als Subtraktion bezeichnet wird, ebenso wie das der Trunkierung, entspricht weitestgehend diesem Muster, betrifft aber stets nur den Stamm und niemals Affixe. Ein Beispiel für eine Sprache mit einem solchen Phänomen ist die Uto-Aztekischen Sprache Papago, bei welcher der Perfektiv durch das Tilgen der letzten Silbe des Stammes markiert wird.
Auch weitere Fälle von nicht-konkatenativer Morphologie lassen sich oft nicht ohne zusätzliche Annahmen in einem DM-Ansatz ableiten.
Ebenfalls problematisch ist das Erklären von Fällen erweiterter Exponenz bei bestimmten Abwandlungen des DM-Ansatzes. Unter erweiterter Exponenz versteht man das Realisieren einunddesselben Merkmals durch mehr als einen Marker. Nimmt man, wie die meisten DM-Ansätze, an, dass VIs bei der Einsetzung die morpho-syntaktischen Merkmale „auffressen“, so dass sie für spätere Einsetzung nicht mehr zur Verfügung stehen, sollte das Auftreten von erweiterter Exponenz ausgeschlossen sein. Auch zu diesem Problem gibt es eine Reihe von Ansätzen, beispielsweise kontextsensitive Einsetzungsregeln, sekundäre Exponenz oder – in Analogie zu den Verarmungsregeln – Anreicherungsregeln, welche das mehrfach realisierte Merkmal in bestimmten Kontexten kopieren.
Ein Problem bei der Annahme eines radikal unterspezifizierten Elsewhere-Markers in Kombination mit dem Teilmengenprinzip-basierten Spaltungskonzept liegt darin, dass der Elsewhere-Marker potentiell beliebig oft in einunddenselben Terminalknoten eingesetzt werden könnte. Um dies zu verhindern, muss ein Filter für solche Fälle angenommen werden, der aus keinem der DM-Prinzipien folgt und damit einen potentiellen Schwachpunkt der Theorie darstellt.
Die strikte Trennung der beiden Arten von Morphemen (l- und f-Morpheme) führt zu der Problematik, dass einige Merkmale erst nach Einsetzung der l-Morpheme zur Verfügung stehen können, diese aber mitunter bei der Syntax bereits berücksichtigt werden müssen, wie zum Beispiel Genus-Merkmale. Diese werden, beispielsweise im Deutschen, innerhalb einer Nominalprojektion weitervererbt, das heißt in der gesamten Nominalphrase stehen Genusmerkmale zur Verfügung, was man an der Genuskongruenz von Adjektiven und Artikeln mit dem Nomen erkennen kann. Welches Genus am Ende jedoch realisiert wird, entscheidet sich erst nach der Einsetzung des Nominalstammes, auch hier sind eine Reihe nicht-trivialer Zusatzannahmen vonnöten, um die korrekte Derivation einer solchen Konstruktion abzuleiten.